# Liste der Adaptionen der Werke von Astrid Lindgren
Diese Liste enthält Verfilmungen und Hörspiele, die nach den Werken der schwedischen Autorin Astrid Lindgren erschaffen wurden. Für literarische Werke (Romane, Kurzgeschichten, Bilderbücher) der Autorin siehe Liste der Werke von Astrid Lindgren.

## Verfilmungen

### Realfilm
| Jahr | Deutscher Titel                                            | Original-Titel                                   | Vorlage | Regie                                 | Land                                                    |
| ---- | ---------------------------------------------------------- | ------------------------------------------------ | --- | ------------------------------------- | ------------------------------------------------------- |
| 1947 | Meisterdetektiv Kalle Blomquist                            | Mästerdetektiven Blomkvist                       | Kalle Blomquist – Meisterdetektiv                                                                                        | Rolf Husberg                          | Schweden                                                |
| 1949 | Pippi Langstrumpf                                          | Pippi Långstrump                                 | Pippi Langstrumpf | Per Gunvall                           | Schweden                                                |
| 1953 | Kalle Blomquist lebt gefährlich                            | Mästerdetektiven och Rasmus                      | Kalle Blomquist, Eva-Lotta und Rasmus                                                                                    | Rolf Husberg                          | Schweden                                                |
| 1955 | Rasmus und der Vagabund                                    | Luffaren och Rasmus                              | Nach einem Drehbuch für ein Hörspiel. Der Roman Rasmus und der Landstreicher wurde nach dem Film geschrieben.            | Rolf Husberg                          | Schweden                                                |
| 1956 | Kalle und das geheimnisvolle Karussell                     | Rasmus, Pontus och Toker                         | Nach einem Drehbuch für ein Hörspiel. Der Roman Rasmus, Pontus und der Schwertschlucker wurde nach dem Film geschrieben. | Stig Olin                             | Schweden                                                |
| 1957 | Kalle Blomquist – sein schwerster Fall                     | Mästerdetektiven Blomkvist lever farligt         | Kalle Blomquist lebt gefährlich                                                                                          | Olle Hellbom                          | Schweden                                                |
| 1960 | Die Kinder von Bullerbü                                    | Alla vi barn i Bullerbyn                         | Wir Kinder aus Bullerbü                                                                                                  | Olle Hellbom                          | Schweden                                                |
| 1961 |                                                            | Nina, Nora, Nalle                                | Dialogbuch | Åke Falck                             | Schweden                                                |
| 1961 | Pippi Langstrumpf                                          | Pippi Longstocking (Shirley Temple's Storybook)  | Pippi Langstrumpf | Frank Bunetta                         | Vereinigte Staaten                                      |
| 1963 | Ferien auf der Kräheninsel                                 | Vi på Saltkråkan                                 | Originaldrehbuch. Der Roman Ferien auf Saltkrokan wurde nach der Fernsehserie geschrieben.                               | Olle Hellbom                          | Schweden                                                |
| 1964 | Der verwunschene Prinz                                     | Tjorven, Båtsman och Moses                       | Originaldrehbuch. Der Roman Ferien auf Saltkrokan wurde nach dem Film geschrieben.                                       | Olle Hellbom                          | Schweden                                                |
| 1965 | Das Trollkind                                              | Tjorven och Skrållan                             | Originaldrehbuch. Das Fotobuch Jule und die Seeräuber wurde nach dem Film geschrieben.                                   | Olle Hellbom                          | Schweden                                                |
| 1966 | Die Seeräuber                                              | Tjorven och Mysak                                | Originaldrehbuch. Das Fotobuch Jule und die Seeräuber wurde nach dem Film geschrieben.                                   | Olle Hellbom                          | Schweden                                                |
| 1966 | –                                                          | Mästerdetektiven Blomkvist på nya äventyr        | Kalle Blomkvist, Nisse Nöjd och Vicke på Vind (Theaterstück)                                                             | Etienne Glaser                        | Schweden                                                |
| 1967 | Glückliche Heimkehr                                        | Skrållan, Ruskprick och Knorrhane                | Originaldrehbuch. Es gibt kein Buch zum Film.                                                                            | Olle Hellbom                          | Schweden                                                |
| 1969 | Pippi Langstrumpf                                          | Pippi Långstrump                                 | Pippi Langstrumpf | Olle Hellbom                          | Schweden, Deutschland                                   |
| 1969 | Pippi geht von Bord                                        | Här kommer Pippi Långstrump                      | Pippi Langstrumpf geht an Bord                                                                                           | Olle Hellbom                          | Schweden, Deutschland                                   |
| 1969 | Pippi Langstrumpf                                          | Pippi Långstrump                                 | Pippi Langstrumpf | Olle Hellbom                          | Schweden, Deutschland                                   |
| 1970 | Pippi in Taka-Tuka-Land                                    | Pippi Långstrump på de sju haven                 | Pippi in Taka-Tuka-Land                                                                                                  | Olle Hellbom                          | Schweden, Deutschland                                   |
| 1970 | Pippi außer Rand und Band                                  | På rymmen med Pippi Långstrump                   | Originaldrehbuch. Das Fotobuch Pippi außer Rand und Band wurde erst nach dem Film geschrieben.                           | Olle Hellbom                          | Schweden, Deutschland                                   |
| 1971 | –                                                          | Podezřelé prázdniny                              | Kalle Blomquist – Meisterdetektiv                                                                                        | Ludvík Ráza                           | Tschechoslowakei                                        |
| 1971 | Immer dieser Michel 1. – Michel in der Suppenschüssel      | Emil i Lönneberga                                | Michel in der Suppenschüssel                                                                                             | Olle Hellbom                          | Schweden, Deutschland                                   |
| 1971 | –                                                          | Erazem in Potepuh                                | Rasmus, Pontus und der Schwertschlucker                                                                                  | Staš Potočnik                         | Slowenien                                               |
| 1971 | –                                                          | Malysh i Karlson, kotoryy zhivyot na kryshe      | Lillebror und Karlsson vom Dach                                                                                          | Margarita Mikaelyan, Valentin Pluchek | Russland                                                |
| 1972 | Immer dieser Michel 2. – Michel muß mehr Männchen machen   | Nya hyss av Emil i Lönneberga                    | Michel muß mehr Männchen machen                                                                                          | Olle Hellbom                          | Schweden, Deutschland                                   |
| 1973 | Immer dieser Michel 3. – Michel bringt die Welt in Ordnung | Emil och griseknoen                              | Michel bringt die Welt in Ordnung                                                                                        | Olle Hellbom                          | Schweden, Deutschland                                   |
| 1973 | Michel aus Lönneberga                                      | Emil i Lönneberga                                | Michel aus Lönneberga | Olle Hellbom                          | Schweden, Deutschland                                   |
| 1974 | Karlsson auf dem Dach                                      | Världens bästa Karlsson                          | Lillebror und Karlsson vom Dach                                                                                          | Olle Hellbom                          | Schweden                                                |
| 1976 | –                                                          | Priklyucheniya Kalle-syschika                    | Kalle Blomquist – Meisterdetektiv                                                                                        | Arūnas Žebriūnas                      | Litauen                                                 |
| 1977 | Die Brüder Löwenherz                                       | Bröderna Lejonhjärta                             | Die Brüder Löwenherz | Olle Hellbom                          | Schweden                                                |
| 1978 | –                                                          | Rasmus-brodyaga                                  | Rasmus und der Landstreicher                                                                                             | Mariya Muat                           | Sowjetunion                                             |
| 1979 | Madita                                                     | Madicken                                         | Madita | Göran Graffman                        | Schweden                                                |
| 1979 | Madita                                                     | Du är inte klok, Madicken                        | Madita | Göran Graffman                        | Schweden                                                |
| 1980 | Madita und Pim                                             | Madicken på Junibacken                           | Madita und Pims | Göran Graffman                        | Schweden                                                |
| 1981 | Rasmus und der Vagabund                                    | Rasmus på luffen                                 | Rasmus und der Landstreicher                                                                                             | Olle Hellbom                          | Schweden                                                |
| 1984 | –                                                          | Peppi Dlinnytschulok                             | Pippi Langstrumpf | Margarita Mikaelyan                   | Russland                                                |
| 1984 | Ronja Räubertochter                                        | Ronja Rövardotter                                | Ronja Räubertochter | Tage Danielsson                       | Schweden                                                |
| 1985 | –                                                          | Emīla nedarbi                                    | Michel aus Lönneberga | Varis Brasla                          | Lettland                                                |
| 1986 | Wir Kinder aus Bullerbü                                    | Alla vi barn i Bullerbyn                         | Wir Kinder aus Bullerbü                                                                                                  | Lasse Hallström                       | Schweden                                                |
| 1987 | Neues von uns Kindern aus Bullerbü                         | Mer om oss barn i Bullerbyn                      | Mehr von uns Kindern aus Bullerbü                                                                                        | Lasse Hallström                       | Schweden                                                |
| 1987 | Mio, mein Mio                                              | Mio min Mio                                      | Mio, mein Mio | Wladimir Grammatikow                  | Schweden, Norwegen, Sowjetunion, Vereinigtes Königreich |
| 1988 | Pippi Langstrumpfs neueste Streiche                        | The New Adventures of Pippi Longstocking         | Pippi Langstrumpf | Ken Annakin                           | Vereinigte Staaten                                      |
| 1988 | Allerliebste Schwester                                     | Allra käraste syster                             | Allerliebste Schwester                                                                                                   | Göran Carmback                        | Schweden                                                |
| 1988 | Gute Nacht, Herr Landstreicher                             | Go'natt Herr Luffare                             | Gute Nacht, Herr Landstreicher!                                                                                          | Daniel Bergman                        | Schweden                                                |
| 1988 | Goldi                                                      | Gull-Pian                                        | Goldi | Staffan Götestam                      | Schweden                                                |
| 1988 | Etwas Lebendiges für den lahmen Peter                      | Nånting levande åt Lame-Kal                      | Etwas Lebendiges für den lahmen Peter                                                                                    | Magnus Nanne                          | Schweden                                                |
| 1989 | Wer springt am höchsten                                    | Hoppa högst                                      | Wer springt am höchsten?                                                                                                 | Johanna Hald                          | Schweden                                                |
| 1989 | Polly hilft der Großmutter                                 | Kajsa Kavat                                      | Polly hilft der Großmutter                                                                                               | Daniel Bergman                        | Schweden                                                |
| 1989 | Im Wald sind keine Räuber                                  | Ingen rövare finns i skogen                      | Ingen rövare finns i skogen (Theaterstück), die Geschichte Im Wald sind keine Räuber wurde erst später geschrieben.      | Göran Carmback                        | Schweden                                                |
| 1989 | Peter und Petra                                            | Peter och Petra                                  | Peter und Petra | Agneta Elers-Jarleman                 | Schweden                                                |
| 1990 | –                                                          | Ohrožené prázdniny                               | Kalle Blomquist lebt gefährlich                                                                                          | Libuše Koutná                         | Tschechoslowakei                                        |
| 1990 | Nils Karlsson Däumling                                     | Nils Karlsson Pyssling                           | Nils Karlsson-Däumling                                                                                                   | Staffan Götestam                      | Schweden                                                |
| 1990 | Pelle zieht aus                                            | Pelle flyttar till Komfusenbo                    | Pelle zieht aus | Johanna Hald                          | Schweden                                                |
| 1992 | Lotta aus der Krachmacherstraße                            | Lotta på Bråkmakargatan                          | Die Kinder aus der Krachmacherstraße                                                                                     | Johanna Hald                          | Schweden                                                |
| 1992 | Lotta zieht um                                             | Lotta flyttar hemifrån                           | Lotta zieht um | Johanna Hald                          | Schweden                                                |
| 1995 | Lotta                                                      | Lotta på Bråkmakargatan                          | Lotta aus der Krachmacherstraße                                                                                          | Johanna Hald                          | Schweden                                                |
| 1995 | –                                                          | Saltkråkan                                       | Ferien auf Saltkrokan | Pernilla Skifs                        | Schweden                                                |
| 1996 | Meisterdetektiv Kalle Blomquist lebt gefährlich            | Kalle Blomkvist – Mästerdetektiven lever farligt | Kalle Blomquist lebt gefährlich                                                                                          | Göran Carmback                        | Schweden                                                |
| 1997 | Kalle Blomquist – sein neuester Fall                       | Kalle Blomkvist och Rasmus                       | Kalle Blomquist, Eva-Lotta und Rasmus                                                                                    | Göran Carmback                        | Schweden                                                |
| 2009 | Niemals Gewalt                                             | Niemals Gewalt                                   | Niemals Gewalt! Rede von Astrid Lindgren                                                                                 | David Aufdembrinke                    | Deutschland                                             |
| 2023 | Astrid Lindgrens Weihnachten                               | Jul med Astrid Lindgren                          | Weihnachtsspezial mit verschiedenen Astrid Lindgren Filmen                                                               | Are Austnes                           | Schweden                                                |
| 2023 | Kuckuck Lustig                                             | Lustig-Gök                                       | Kuckuck Lustig | Are Austnes                           | Schweden                                                |
| 2024 | Ronja Räubertochter                                        | Ronja Rövardotter                                | Ronja Räubertochter | Lisa James-Larsson                    | Schweden                                                |

### Animationsfilm
| Jahr | Deutscher Titel                                | Original-Titel                           | Vorlage                         | Regie            | Land                          |
| ---- | ---------------------------------------------- | ---------------------------------------- | ------------------------------- | ---------------- | ----------------------------- |
| 1968 | –                                              | Malysh i Karlson                         | Lillebror und Karlsson vom Dach | Boris Stepantsev | Sowjetunion                   |
| 1970 | –                                              | Karlson vernulsya                        | Karlsson fliegt wieder          | Boris Stepantsev | Sowjetunion                   |
| 1985 | –                                              | Pippi Longstocking (ABC Weekend Special) | Pippi Langstrumpf               | Colin Chilvers   | Vereinigte Staaten            |
| 1997 | Pippi Langstrumpf                              | Pippi Longstocking                       | Pippi Langstrumpf               | Michael Schaack  | Schweden, Kanada, Deutschland |
| 1998 | Pippi Langstrumpf                              | Pippi Langstrumpf                        | Pippi Langstrumpf               | Michael Schaack  | Schweden, Kanada, Deutschland |
| 2002 | Karlsson vom Dach                              | Karlsson på taket                        | Karlsson vom Dach               | Vibeke Idsøe     | Schweden, Norwegen            |
| 2002 | Karlsson vom Dach                              | Karlsson på taket                        | Karlsson vom Dach               | Michael Ekbladh  | Schweden, Deutschland         |
| 2007 | Tomte Tummetott und der Fuchs                  | Tomte Tummetott und der Fuchs            | Tomte Tummetott                 | Sandra Schießl   | Deutschland                   |
| 2009 | Lotta kann fast alles (Bilderbuchfilm)         | Visst kan Lotta nästan allting           | Lotta kann fast alles           | Pelle Ferner     | Schweden                      |
| 2009 | Na klar, Lotta kann radfahren (Bilderbuchfilm) | Visst kan Lotta cykla                    | Na klar, Lotta kann radfahren   | Pelle Ferner     | Schweden                      |
| 2013 | Michel & Ida aus Lönneberga                    | Emil & Ida i Lönneberga                  | Michel aus Lönneberga           | Vibeke Idsøe     | Schweden                      |
| 2014 | Ronja Räubertochter                            | Sanzoku no Musume Rōnya                  | Ronja Räubertochter             | Gorō Miyazaki    | Japan                         |
| 2019 | Tomte und der Fuchs                            | Reven og Nissen                          | Tomte Tummetott                 | Are Austnes      | Norwegen                      |
| 2023 | Michel und die Schneeballschlacht              | Emil och snöbollskriget                  | Michel aus Lönneberga           | Are Austnes      | Schweden                      |
| 2023 | Nils Karlsson-Däumling                         | Nils Karlsson-Pyssling                   | Nils Karlsson-Däumling          | Are Austnes      | Schweden                      |
| 2023 | Polly hilft der Großmutter                     | Kajsa Kavat                              | Polly hilft der Großmutter      | Are Austnes      | Schweden                      |

### Filme über Astrid Lindgren

#### Dokumentationen über Astrid Lindgren
| Jahr | Deutscher Titel                         | Original-Titel                                     | Regie                 | Land     | Anmerkungen |
| ---- | --------------------------------------- | -------------------------------------------------- | --------------------- | -------- | --- |
| 1990 | Astrid Lindgren erzählt aus ihrem Leben | Astrid Lindgrens Småland                           | Catharina Stackelberg | Schweden | Dokumentarfilm in dem Astrid Lindgren selbst über ihr Leben berichtet.                                                                                    |
| 2014 | Astrid Lindgren                         | Astrid – en berättelse                             | Kristina Lindström    | Schweden | Dokumentarfilm in drei Teilen |
| 2015 | Dunkler Himmel - Weiße Wolken           | Dark Sky. White Clouds (Тёмное небо. Белые облака) | Pavel Golovkin        | Russland | philosophisch-poetischer Dokumentarfilm über die Kindheit, der Astrid Lindgren in den Fokus nimmt und in dem auch ihre Tochter Karin Nyman zu Wort kommt. |

#### Interviews mit Astrid Lindgren
| Jahr | Deutscher Titel                                                           | Original-Titel                                                            | Regie                    | Land        | Anmerkungen |
| ---- | ------------------------------------------------------------------------- | ------------------------------------------------------------------------- | ------------------------ | ----------- | --- |
| 1966 | Als sie noch jung waren (Folge: 1x12 Astrid Lindgren)                     | Als sie noch jung waren                                                   | Renate Lasker-Harpprecht | Deutschland | |
| 1973 | Je später der Abend (Folge: 4x09 Niki Lauda und Astrid Lindgren)          | Je später der Abend                                                       | Hans Scholz              | Deutschland | |
| 1987 | Ich bin ein Bullerbü-Kind. Astrid Lindgren im Gespräch mit Hansi Fischer. | Ich bin ein Bullerbü-Kind. Astrid Lindgren im Gespräch mit Hansi Fischer. |                          | Deutschland | |
| 1989 | Sonntagsgespräch mit Astrid Lindgren                                      | Sonntagsgespräch mit Astrid Lindgren                                      | Detlef Klotschke         | Deutschland | Der Beitrag wurde am 15. Oktober 1989 beim ZDF gezeigt. Später erschien das Interview auf DVD mit dem Titel Astrid Lindgren. Die berühmteste Kinderautorin des 20. Jahrhunderts. Diese war unter anderem auf einer der Spielfilm-Editionen von Pippi Langstrumpf zu finden. |
| 1989 |                                                                           | Hier is... Adriaan van Dis (auch Van Dis in de IJsbreker)                 | Ellen Jens               | Niederlande | Das Interview ist auf Englisch. Es wurde am 21. Mai 1989 geführt. Es ist als Folge 21 auf der DVD Hier is... Adriaan van Dis. Honderd gesprekken. Deel IV. erschienen. |
| 1997 | Astrid Lindgren im Gespräch mit Michael Albus                             | Astrid Lindgren im Gespräch mit Michael Albus                             | Detlef Klotschke         | Deutschland | |

#### Dokumentationen über Werke von Astrid Lindgren
| Jahr | Deutscher Titel                                                         | Original-Titel                                                          | Besprochene Werke            | Regie              | Land        | Anmerkungen |
| ---- | ----------------------------------------------------------------------- | ----------------------------------------------------------------------- | ---------------------------- | ------------------ | ----------- | --- |
| 1969 | Hej, Pippi – Wie Tom nach Schweden fuhr, um Pippi Langstrumpf zu suchen | Hej, Pippi – Wie Tom nach Schweden fuhr, um Pippi Langstrumpf zu suchen | Pippi Langstrumpf            | Thomas Hoffmeister | Deutschland | |
| 2014 | –                                                                       | Where is Elle Kari and what happened to Noriko-san?                     | Japi aus Holland, Noriko-San | Dvorit Shargal     | Israel      | Erster Film über die Fotobücher von Astrid Lindgren und Anna Riwkin-Brick.                                                                          |
| 2016 | –                                                                       | Africa! Sia lives on Kilimanjaro                                        | Sia wohnt am Kilimandscharo  | Dvorit Shargal     | Israel      | Zweiter Film über die Fotobücher von Astrid Lindgren und Anna Riwkin-Brick.                                                                         |
| 2017 | –                                                                       | Where is Lilibet the Circus child and what happened in Honolulu?        | Lilibet, das Zirkuskind      | Dvorit Shargal     | Israel      | Dritter Film über die Fotobücher von Astrid Lindgren und Anna Riwkin-Brick.                                                                         |
| 2020 | Hey, Pippi Langstrumpf! - Die Geschichte einer Legende                  | Hey, Pippi Langstrumpf! - Die Geschichte einer Legende                  | Pippi Langstrumpf            | Anne Kauth         | Deutschland | Dokumentarfilm im Rahmen der ZDF-History Fernsehsendung, in dem neben Pippi Langstrumpf auch Teile von Astrid Lindgrens Biografie behandelt werden. |

#### Spielfilme
| Jahr | Deutscher Titel | Original-Titel | Regie                        | Land     |
| ---- | --------------- | -------------- | ---------------------------- | -------- |
| 2018 | Astrid          | Unga Astrid    | Pernille Fischer Christensen | Schweden |

## Hörspiele
für Hörbücher siehe: Liste der Astrid Lindgren Hörbücher
| Titel                                                                                           | Vorlage                                 | Jahr | Regisseur                  | Sprecher | Verlag              | Anmerkungen                                                                |
| ----------------------------------------------------------------------------------------------- | --------------------------------------- | ---- | -------------------------- | --- | ------------------- | -------------------------------------------------------------------------- |
| Die Brüder Löwenherz - Folge 1 & 2                                                              | Die Brüder Löwenherz                    | 1975 | Kurt Vethake               | Santiago Ziesmer (Erzähler, Karl Löwe, genannt Krümel), Andreas Faulstich (Jonthan Löwe, sein Bruder)                                                                                          | Deutsche Grammophon |                                                                            |
| Wir Kinder aus Bullerbü                                                                         | Wir Kinder aus Bullerbü                 | 1969 | Kurt Vethake               | Helmut Ahner (Erzähler), Monika Ogorek (Lisa), Marion Marlon (Britta), Sabine Topel (Inga), Michael Nowka (Lasse), Stefan Sczodrok (Bosse), Jago Ziesmer (Ole)                                 | Deutsche Grammophon |                                                                            |
| Mehr von uns Kindern aus Bullerbü                                                               | Mehr von uns Kindern aus Bullerbü       | 1987 | Gerd Hinze/Michael Weckler | Manfred Steffen (Erzähler), Saskia Weckler (Lisa), Eva Michaelis (Britta), Tina Janzen (Inga), Jan-David Rönfeldt (Lasse), Tobias Pauls (Bosse), Gregor Reisch (Ole), Ann Montenbruck (Monika) | Deutsche Grammophon |                                                                            |
| Immer lustig in Bullerbü                                                                        | Immer lustig in Bullerbü                | 1992 | Gerd Hinze/Michael Weckler | Manfred Steffen (Erzähler), Saskia Weckler (Lisa), Eva Michaelis (Britta), Tina Janzen (Inga), Jan-David Rönfeldt (Lasse), Tobias Pauls (Bosse), Gregor Reisch (Ole), Ann Montenbruck (Monika) | Deutsche Grammophon |                                                                            |
| Ferien auf Saltkrokan - Folge 1 & 2                                                             | Ferien auf Saltkrokan                   | 1973 | Kurt Vethake               | Christine Gerlach (Erzählerin), Eberhard Krug (Melcher Melcherson), Monika Ogorek (Malin), Hans-Peter Mohr (Pelle), Madeleine Stolze (Tjorven), Ina Patzlaff (Stina)                           | Deutsche Grammophon |                                                                            |
| Kalle Blomquist                                                                                 | Kalle Blomquist – Meisterdetektiv       | 1973 | Kurt Vethake               | Peter Schiff (Erzähler), Jago Ziesmer (Kalle), Ina Patzlaff (Eva-Lotte), Steffen Müller (Anders), Eberhard Krug (Onkel Einar)                                                                  | Deutsche Grammophon | dasselbe Hörspiel ist auch bei den Verlagen Fontana & Karussell erschienen |
| Kalle Blomquist lebt gefährlich                                                                 | Kalle Blomquist lebt gefährlich         | 1973 | Kurt Vethake               | Peter Schiff (Erzähler), Jago Ziesmer (Kalle), Ina Patzlaff (Eva-Lotte), Steffen Müller (Anders)                                                                                               | Deutsche Grammophon | dasselbe Hörspiel ist auch bei den Verlagen Fontana & Karussell erschienen |
| Kalle Blomquist, Eva Lotta und Rasmus                                                           | Kalle Blomquist, Eva-Lotta und Rasmus   | 1955 | Kurt Reiss                 | Andreas von der Meden (Kalle Blomquist), Thomas Piper (Anders Bengston), Viola Altrichter (Eva-Lotte), Rainer Erhard (Rasmus Rasmusson)                                                        | Oetinger Audio      |                                                                            |
| Karlsson vom Dach                                                                               | Lillebror und Karlsson vom Dach         | 1966 | Jörg Bobsin                | Monika Berg (Erzählerin), Ado Riegler (Karlsson), Sascha Hehn (Lillebror) | Deutsche Grammophon | dasselbe Hörspiel ist auch bei dem Verlag Philips-Singles erschienen       |
| Karlsson fliegt wieder                                                                          | Karlsson fliegt wieder                  | 1977 | Kurt Vethake               | Klaus Jepsen (Erzähler), Peter Schiff (Karlsson), Oliver Rohrbeck (Lillebror) | Deutsche Grammophon |                                                                            |
| Der beste Karlsson der Welt                                                                     | Der beste Karlsson der Welt             | 1977 | Kurt Vethake               | Klaus Jepsen (Erzähler), Peter Schiff (Karlsson), Oliver Rohrbeck (Lillebror) | Deutsche Grammophon |                                                                            |
| Die Kinder aus der Krachmacherstraße                                                            | Die Kinder aus der Krachmacherstraße    | 1975 | Kurt Vethake               | Regine Mahler (Maria), Madeleine Stolze (Lotta), Torsten Sense (Jonas) | Deutsche Grammophon |                                                                            |
| Lotta zieht um - Neues aus der Krachmacherstraße                                                | Lotta zieht um                          | 1975 | Kurt Vethake               | Regine Mahler (Maria), Madeleine Stolze (Lotta), Torsten Sense (Jonas) | Deutsche Grammophon |                                                                            |
| Madita                                                                                          | Madita                                  | 1977 | Wolfgang Buresch           | Manfred Steffen (Erzähler), Katharina Doerk (Madita), Alexandra Doerk (Lisabeth) | Deutsche Grammophon |                                                                            |
| Madita und Pims                                                                                 | Madita und Pims                         | 1977 | Wolfgang Buresch           | Manfred Steffen (Erzähler), Katharina Doerk (Madita), Alexandra Doerk (Pims) | Deutsche Grammophon |                                                                            |
| Michel aus Lönneberga Folge 1 – Immer dieser Michel & Folge 2 – Michel muß mehr Männchen machen | Michel aus Lönneberga                   | 1976 |                            | Klaus Jepsen (Erzähler), Oliver Rohrbeck (Michel), Claudia Marnitz (Klein-Ida), Heinz Rabe (Vater Anton), Sibylle Gilles (Mutter Alma)                                                         | Deutsche Grammophon |                                                                            |
| Michel bringt die Welt in Ordnung                                                               | Michel aus Lönneberga                   | 1972 |                            | Christine Gerlach (Erzählerin), Mad Stolze (Michel), Claudia Marnitz (Klein-Ida), Heinz Rabe (Vater Anton), Christine Stolze-Schwarze (Mutter Alma)                                            | Deutsche Grammophon |                                                                            |
| Mio mein Mio - Folge 1 & 2                                                                      | Mio, mein Mio                           | 1955 |                            | Volker Lechtenbrink (Mio), Konrad Heinemann (Jum-Jum) | Deutsche Grammophon |                                                                            |
| Pippi Langstrumpf                                                                               | Pippi Langstrumpf                       | 1965 | Jörg Bobsin                | Florian Wander (Erzähler), Regine Lamster (Pippi Langstrumpf), Florian Kühne (Thomas), Verena Kühne (Annika)                                                                                   | Deutsche Grammophon |                                                                            |
| Pippi Langstrumpf geht an Bord                                                                  | Pippi Langstrumpf geht an Bord          | 1967 | Kurt Vethake               | Peter Schiff (Erzähler), Marion Marlon (Pippi Langstrumpf), Michael Nowka (Thomas), Monika Barth (Annika)                                                                                      | Deutsche Grammophon |                                                                            |
| Pippi in Taka-Tuka-Land                                                                         | Pippi in Taka-Tuka-Land                 | 1968 | Kurt Vethake               | Peter Schiff (Erzähler), Marion Marlon (Pippi Langstrumpf), Michael Nowka (Thomas), Monika Ogorek (Annika)                                                                                     | Deutsche Grammophon |                                                                            |
| Rasmus, Pontus und der Schwertschlucker                                                         | Rasmus, Pontus und der Schwertschlucker | 1975 | Kurt Vethake               | Peter Schiff (Erzähler), Santiago Ziesmer (Rasmus Persson), Andreas Faulstich (Pontus), Klaus Jepsen (Patrik Persson)                                                                          | Deutsche Grammophon |                                                                            |
| Rasmus und der Landstreicher                                                                    | Rasmus und der Landstreicher            | 1974 | Kurt Vethake               | Peter Schiff (Erzähler), Santiago Ziesmer (Rasmus), Hans Putz (Oskar, der Landstreicher) | Deutsche Grammophon |                                                                            |
| Ronja Räubertochter - Folge 1 - In der Mattisburg & Folge 2 - In der Bärenhöhle                 | Ronja Räubertochter                     | 1984 | Charlotte Niemann          | Rolf Becker (Erzähler), Katharina von Bock (Ronja), Marcus von Bock (Birk), Norbert Schwientek (Mattis), Margret Homeyer (Lovis)                                                               | Deutsche Grammophon |                                                                            |

### Filmhörspiele
| Titel                                                                                | Vorlage                                                    | Jahr  | Sprecher | Hörspielbearbeitung  | Verlag         | Anmerkungen                                 |
| ------------------------------------------------------------------------------------ | ---------------------------------------------------------- | ----- | --- | -------------------- | -------------- | ------------------------------------------- |
| Die Brüder Löwenherz                                                                 | Die Brüder Löwenherz                                       | 1999  | Wolf Frass (Erzähler) | Hans Joachim Herwald | Karussell      |                                             |
| Wir Kinder aus Bullerbü                                                              | Wir Kinder aus Bullerbü                                    | 1999  | Wolf Frass (Erzähler) | Thorsten Warnecke    | Karussell      |                                             |
| Neues von uns Kindern aus Bullerbü                                                   | Neues von uns Kindern aus Bullerbü                         | 1999  | Wolf Frass (Erzähler) | Thorsten Warnecke    | Karussell      |                                             |
| Meisterdetektiv Kalle Blomquist lebt gefährlich                                      | Meisterdetektiv Kalle Blomquist lebt gefährlich            | 1999  | Wolf Frass (Erzähler), Julius Jellinek (Kalle Blomquist), Maximilian Lau (Anders), Katrin Dams (Eva-Lotta)                                   | Thorsten Warnecke    | Karussell      |                                             |
| Kalle Blomquist – sein neuester Fall                                                 | Kalle Blomquist – sein neuester Fall                       | 1999  | Wolf Frass (Erzähler), Julius Jellinek (Kalle Blomquist), Maximilian Lau (Anders), Katrin Dams (Eva-Lotta), Wilhelm Garth (Rasmus)           | Thorsten Warnecke    | Karussell      |                                             |
| Karlsson auf dem Dach 1 & 2                                                          | Karlsson auf dem Dach                                      | 1989  | | Hans-Joachim Herwald | Karussell      |                                             |
| Lotta aus der Krachmacherstraße                                                      | Lotta aus der Krachmacherstraße                            | 1999  | Wolf Frass (Erzähler), Viola Scherff (Lotta), Berenice Weichert (Mia), Sebastian Schulz (Jonas)                                              | Thorsten Warnecke    | Karussell      |                                             |
| Lotta zieht um                                                                       | Lotta zieht um                                             | 1999  | Wolf Frass (Erzähler), Viola Scherff (Lotta), Berenice Weichert (Mia), Sebastian Schulz (Jonas)                                              | Thorsten Warnecke    | Karussell      |                                             |
| Madita                                                                               | Madita                                                     | 1999  | Wolf Frass (Erzähler), Dorette Hugo (Madita Engström), Uschi Hugo (Lisabet Engström)                                                         | Thorsten Warnecke    | Karussell      |                                             |
| Madita & Pim                                                                         | Madita und Pim                                             | 1999  | Wolf Frass (Erzähler), Dorette Hugo (Madita Engström), Uschi Hugo (Lisabet Engström)                                                         | Thorsten Warnecke    | Karussell      | Lothar Michael Schmitt (Regie)              |
| Michel in der Suppenschüssel                                                         | Immer dieser Michel 1. – Michel in der Suppenschüssel      | 1989  | Gould Maynard (Michel), Inga Nickolai (Ida), Holger Hagen (Anton), Eva Lahl (Alma)                                                           | Hans Joachim Herwald | Karussell      |                                             |
| Michel muß mehr Männchen machen                                                      | Immer dieser Michel 2. – Michel muß mehr Männchen machen   | 1989  | Isabella Gothe (Erzählerin), Gould Maynard (Michel), Inga Nickolai (Ida), Holger Hagen (Anton), Eva Lahl (Alma)                              | Hans Joachim Herwald | Karussell      | Lothar Michael Schmitt (Regie)              |
| Michel bringt die Welt in Ordnung                                                    | Immer dieser Michel 3. – Michel bringt die Welt in Ordnung | 1999  | Gould Maynard (Michel), Inga Nickolai (Ida), Holger Hagen (Anton), Eva Lahl (Alma)                                                           | Hans Joachim Herwald | Karussell      | Lothar Michael Schmitt (Regie)              |
| Michel & Ida aus Lönneberga                                                          | Michel & Ida aus Lönneberga                                | 2014  | Peter Weiss (Erzähler) |                      | Universum Kids |                                             |
| Mio, mein Mio                                                                        | Mio, mein Mio                                              | 1999  | Wolf Frass (Erzähler), Gerrit Schmidt-Foß (Mio), Simon Jäger (Jum-Jum)                                                                       | Hans Joachim Herwald | Karussell      |                                             |
| Nils Karlsson Däumling                                                               | Nils Karlsson Däumling                                     | 1999  | Wolf Frass (Erzähler), Marius Götze-Claren (Bertil), Tobias Thoma (Nils Karlsson)                                                            | Hans Joachim Herwald | Karussell      |                                             |
| Pippi Langstrumpf                                                                    | Pippi Langstrumpf                                          | 1989  | | Hans Joachim Herwald | Karussell      |                                             |
| Pippi geht von Bord                                                                  | Pippi geht von Bord                                        | 1989  | | Hans-Joachim Herwald | Karussell      |                                             |
| Pippi und die Seeräuber                                                              | Pippi in Taka-Tuka-Land                                    | 1989. | Andrea Scheu (Pippi), Claudia Quittling (Annika), Evi Mattes (Tommy)                                                                         | Kurt Vethake         | Karussell      | auch erschienen als Pippi in Taka-Tuka-Land |
| Pippi außer Rand und Band                                                            | Pippi außer Rand und Band                                  | 1989  | Moritz Millar (Erzähler), Andrea Scheu (Pippi), Ines Günther (Annika), David Friedmann (Tommy)                                               | Kurt Vethake         | Karussell      |                                             |
| Pippi Langstrumpf's neuste Streiche 1 & 2                                            | Pippi Langstrumpfs neueste Streiche                        | 1988  | | Heikedine Körting    | Europa         |                                             |
| Pippi Langstrumpf 1 & 2                                                              | Pippi Langstrumpf                                          | 1998  | Achim Schülke (Erzähler), Ilona Schulz (Pippi), Marie-Luise Schramm (Annika), Karsten Otto (Tommy)                                           | Hans-Joachim Herwald | Karussell      |                                             |
| Pippi Langstrumpf: Pippi zieht in die Villa Kunterbunt ein & Der versuchte Diebstahl | Pippi Langstrumpf                                          | 1999  | Michael Harck (Erzähler), Ilona Schulz (Pippi), Marie-Luise Schramm (Annika), Karsten Otto (Tommy)                                           | Thomas Fiedler       | Karussell      |                                             |
| Pippi Langstrumpf: Pippi will ihr Haus nicht verkaufen & Pippi, die Ballonfahrerin   | Pippi Langstrumpf                                          | 1999  | Michael Harck (Erzähler), Ilona Schulz (Pippi), Marie-Luise Schramm (Annika), Karsten Otto (Tommy)                                           | Thomas Fiedler       | Karussell      |                                             |
| Pippi Langstrumpf: Die wilde Reise ins Taka-Tuka-Land & Die Perlendiebe              | Pippi Langstrumpf                                          | 1999  | Michael Harck (Erzähler), Ilona Schulz (Pippi), Marie-Luise Schramm (Annika), Karsten Otto (Tommy)                                           | Thomas Fiedler       | Karussell      |                                             |
| Pippi Langstrumpf: Die Heimkehr & Das große Rennen                                   | Pippi Langstrumpf                                          | 1999  | Michael Harck (Erzähler), Ilona Schulz (Pippi), Marie-Luise Schramm (Annika), Karsten Otto (Tommy)                                           | Thomas Fiedler       | Karussell      |                                             |
| Pippi und das Pferderennen & Pippi und der Meisterganove                             | Pippi Langstrumpf                                          | 1999  | Michael Harck (Erzähler), Ilona Schulz (Pippi), Marie-Luise Schramm (Annika), Karsten Otto (Tommy)                                           | Thomas Fiedler       | Karussell      |                                             |
| Pippi erleidert Schiffbruch & Pippi und die alten Leute                              | Pippi Langstrumpf                                          | 1999  | Michael Harck (Erzähler), Ilona Schulz (Pippi), Marie-Luise Schramm (Annika), Karsten Otto (Tommy)                                           | Thomas Fiedler       | Karussell      |                                             |
| Rasmus und der Vagabund                                                              | Rasmus und der Vagabund                                    | 1999  | Wolf Frass (Erzähler), Timo Niesner (Rasmus), Jochen Schröder (Oskar)                                                                        | Thorsten Warnecke    | Karussell      |                                             |
| Ronja Räubertochter 1 & 2                                                            | Ronja Räubertochter                                        | 1999  | Joachim Nottke/Hans Paetsch (Erzähler), Janina Richter (Ronja), Daniel Schmidt-Foß (Birk), Jürgen Kluckert (Mattis), Barbara Ratthey (Lovis) | Hans Joachim Herwald | Karussell      |                                             |
| Tomte Tummetott und der Fuchs                                                        | Tomte Tummetott und der Fuchs                              | 2007  | Achim Hall (Tomte Tummetott), Wolf Frass (Fuchs Mickel), Florentine Stein (Emma), Peter Kirchberger (Hund Karo)                              |                      | Oetinger audio |                                             |

### Radiohörspiele
| Jahr | produz. Radiosender    | Titel                                                     | Regisseur              | Sprecher |
| ---- | ---------------------- | --------------------------------------------------------- | ---------------------- | --- |
| 1954 | Norddeutscher Rundfunk | Meisterdetektiv Kalle Blomquist (Teil 1 bis 4)            | Kurt Reiss             | Andreas von der Meden als Kalle, Kornelia Boje als Eva-Lotta, Thomas Piper als Anders, Herbert A. E. Böhme als Schutzmann Björk                                                                     |
| 1955 | Norddeutscher Rundfunk | Kalle Blomquist, Eva-Lotta und Rasmus (Teil 1 bis 4)      | Kurt Reiss             | Andreas von der Meden als Kalle, Viola Altrichter als Eva-Lotta, Thomas Piper als Anders, Herbert A. E. Böhme als Schutzmann Björk                                                                  |
| 1955 | Radio Bremen           | Mio, mein Mio (Teil 1 & 2)                                | Günter Siebert         | Volker Lechtenbrink als Mio, Konrad Heinemann als Jum-Jum |
| 1956 | Hessischer Rundfunk    | Pippi Langstrumpfs Abenteuer (Teil 1 bis 4)               | Josefine Klee-Helmdach | |
| 1959 | Norddeutscher Rundfunk | Rasmus und der Landstreicher (Teil 1 bis 5)               | Kurt Reiss             | Joseph Offenbach als Erzähler, Sascha von Sallwitz als Rasmus, Erwin Linder als Oskar |
| 1965 | Norddeutscher Rundfunk | Pippi Langstrumpf                                         | Heinz Dieter Köhler    | Gustl Halenke als Pippi, Cornelia Weinberg als Annika, Gabor Kertesz als Tommy |
| 1971 | Westdeutscher Rundfunk | Karlsson vom Dach (Teil 1 bis 4)                          | Joachim Sonderhoff     | |
| 1975 | Radio Bremen           | Die Brüder Löwenherz (Teil 1 bis 3)                       | Charlotte Niemann      | Jens Scholkmann als Erzähler, Ralph Hoffmann als Jonathan, Uwe König als Krümel |
| 1979 | Rundfunk der DDR       | Pippi Langstrumpf (Teil 1 bis 3)                          | Rüdiger Zeige          | Kerstin Rennoch als Pippi, Bettina Reuse als Annika, Thomas Mahlke als Tommy |
| 1987 | Hessischer Rundfunk    | Immer dieser Michel (Teil 1 bis 4)                        | Carola Preuß           | Alexander Tandawardaja als Michel, Christine Preuß als Klein-Ida, Marianne Mosa als Mutter, Gunnar Möller als Vater, Ulrike Bliefert als Lina, Wolfgang Condrus als Alfred                          |
| 1987 | SDR                    | Jetzt fegt der Schneesturm durch das Land (Madita)        | Hans-Peter Bögel       | |
| 1988 | SDR                    | Auch der kleinste Freund ist groß! Nils Karlsson-Däumling | Carola Preuß           | |
| 1989 | SDR                    | Pelles Kaninchen ist tot (Ferien auf Saltkrokan)          | Carola Preuß           | |
| 1991 | Funkhaus Berlin        | Lillebror und Karlsson vom Dach (Teil 1 bis 4)            | Wolfgang Rindfleisch   | Malte Burkhardt als Lillebror, Carmen-Maja Antoni als Karlsson |
| 1991 | Funkhaus Berlin        | Ronja Räubertochter                                       | Christa Kowalski       | Kathlen Justiz als Ronja, Klaus Manchen als Mattis, Karin Ugowski als Lovis, Werner Senftleben als Glatzen-Per, Sebastian Oberschmidt als Birk, Michael Schweighöfer als Rork, Ute Boeden als Undis |
| 1992 | Radio Bremen           | Madita (Teil 1 bis 7)                                     | Christian Gebert       | Ursula Illert als Erzählerin, Minna Wündrich als Madita, Inga Eckstein als Lisabet, Ulrike Kriener als Mutter, Dietmar Mues als Vater, Paul Stöcker als Abbe, Katharina Zapatka als Alva            |
| 1996 | Deutschlandradio       | Rasmus und der Landstreicher                              | Barbara Plensat        | David Czesienski als Rasmus, Martin Semmelrogge als Oskar |
| 2002 | Westdeutscher Rundfunk | Gute Nacht, Herr Landstreicher!                           | Uwe Schareck           | Matthias Haase als Landstreicher, Hannah Schareck als Anna, Claudia Matschulla als Mutter, Greta Schareck als Gretalotta, Phillip Wegmann als Sven                                                  |
| 2002 | Westdeutscher Rundfunk | Der Froschkönig von Bullerbü                              | Uwe Schareck           | |
| 2007 | SWR                    | Kerstin und ich                                           | Oliver Sturm           | Effi Rabsilber als Barbro, Tanya Kahana als Kerstin |
| 2011 | Westdeutscher Rundfunk | Die Brüder Löwenherz (Teil 1 & 2)                         | Claudia Johanna Leist  | Tom Schilling als Jonathan, Oscar Krüger als Krümel |